# ChromeOS Flex
ChromeOS Flex（クロームオーエス・フレックス）は、GoogleグループのNeverwareが提供するオペレーティングシステム (OS) である。

## 概要
ChromeOS Flexの前身はChromium OSで構築した「CloudReady（クラウド・レディー）」というOSで、中古パソコンなどをChromebook並みの操作性で利用できるようになっており、主に業務用（企業・団体・学校などの教育機関など）向けに利用されていた。

## 展開
ChromeOS Flexは、ウェブの閲覧とウェブアプリケーションの動作に適したOSとして、主にx86やARMなどのアーキテクチャを採用したネットブックやデスクトップパソコンへ搭載されるOSとしての展開を想定している。11.6〜14インチのノートパソコンを中心としながらも、5インチのタブレットから60インチのディスプレイまで対応できるよう様々なUIが用意されている。
Googleが提供するもう一つのOSであるAndroidは主にスマートフォンなどの小さい携帯端末に向けたものだが、ネットブックに応用する動きもある。一方、ChromeOS Flexは、ネットブックより性能の高いフルサイズのデスクトップシステムにも最初から対応すると明言している。
ChromeOS Flexはオープンソースライセンスに基づいて提供されている。上記のようにLinuxとGoogle Chrome、および同社が開発した独自のウィンドウシステムが用いられるという。
2017年以降、Windows 7のサポート終了（2020年1月）を機に安価なパソコンにChromeOS Flexを導入する企業が増えている。

## 機能 ・特性
ChromeOS Flexの特性として、すでにOSの更新・サポートが終了している中古のパソコン（Microsoft Windows、macOS問わず）でもインストールができるため、ChromeOSが標準装備されている純正パソコン並みの操作性に優れている。ただし、Google Play（アプリストア）やAndroidアプリ、仮想マシンなどのサポートができないこと、一部のハードウェアが動作しないことなど、通常のChromebookとは異なる操作になるものもある反面、従来のハードディスクドライブ方式等の低スペックのパソコンにも対応している点もある。
このChromeOS Flexを利用した中古パソコンの販売を行っている業者も存在する。

### 必要とされる最低限のスペック
- CPU: インテル、またはAMDのx86CPU64ビット以上
- メモリ: 4ギガバイト以上
- 内蔵ストレージ: 16ギガバイト以上
- USBメモリからのブート対応必須